# Pungim

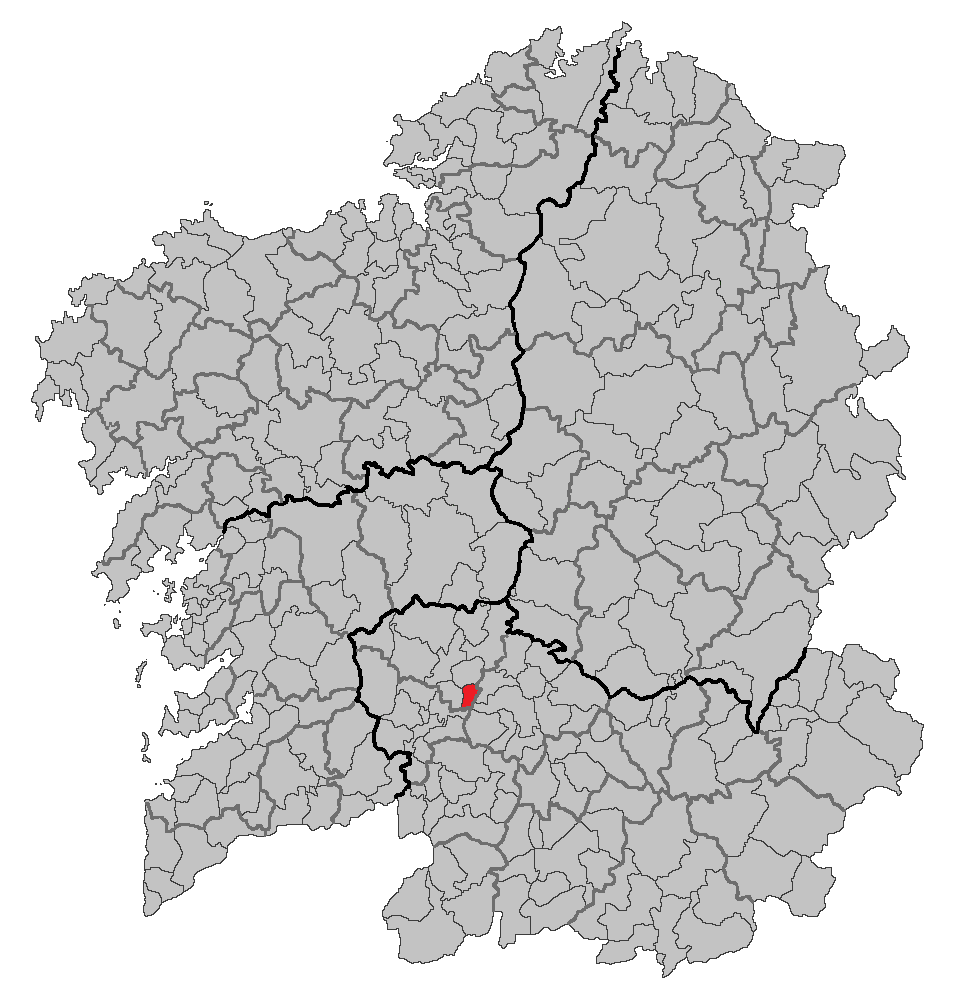
Localização de Punxín na Galiza.

Pungim (Punxín; em espanhol, Pungín) é um município da Espanha na província 
de Ourense, 
comunidade autónoma da Galiza, de área 17,08 km² com 
população de 907 habitantes (2007) e densidade populacional de 55,59 hab/km².

## Demografia
| Variação demográfica do município entre 1991 e 2004 | Variação demográfica do município entre 1991 e 2004 | Variação demográfica do município entre 1991 e 2004 | Variação demográfica do município entre 1991 e 2004 |
| --------------------------------------------------- | --------------------------------------------------- | --------------------------------------------------- | --------------------------------------------------- |
| 1991                                                | 1996                                                | 2001                                                | 2004                                                |
| 1054                                                | 1025                                                | 937                                                 | 945                                                 |